# إيناس الفلال
إيناس الفلال ممثلة مصرية شاركت في العديد من الأفلام السينمائية والمسلسلات التليفزيونية، وهي ابنة المخرج الراحل سمير الفلال.

## مسيرتها المهنية
عملت إيناس الفلال كمديرة تنفيذية لمكتب رئيس الجامعة الأمريكية بالقاهرة، قبل أن تتجه للفن وهي في عمر السادسة والثلاثين من خلال الالتحاق بعدد من ورش إعداد الممثلن وكان أهمها ورشة ستوديو ذات لإعداد الممثل، ثُم انطلقت بعد ذلك لتشارك في عدد من الأعمال التليفزيونية والأفلام السينمائية.

## أعمالها

### الأفلام
- تراب الماس: أنتج عام 2018، ولعبت فيه دور طبيبة بالمستشفى.

### المسلسلات
- الآنسة فرح (الجزء الأول): أنتج عام 2019، ولعبت فيه دور «ماريان البيه».
- الآنسة فرح (الجزء الثاني): أنتج عام 2020، ولعبت فيه دور «ماريان البيه».
- الآنسة فرح (الجزء الثالث): أنتج عام 2021، ولعبت فيه دور «ماريان البيه».
- ليه لأ 2: أنتج عام 2021، ولعبت فيه دور «فاطمة الشافعي».
- ظلم المصطبة: أنتج عام 2025، ولعبت فيه دور «إلهام».
- ولاد الشمس: أنتج عام 2025، ولعبت فيه دور «هويدا».
- إخواتي: أنتج عام 2025، ولعبت فيه دور الطبيبة النفسية.

## وصلات خارجية
- صفحة الممثلة على قاعدة بيانات الأفلام العربية